# Nyírség-peremi égeresek
Nyírség-peremi égeresek este o arie protejată (arie specială de conservare — SAC, sit de importanță comunitară — SCI) din Ungaria întinsă pe o suprafață de 217,28 ha, integral pe uscat.

## Localizare
Centrul sitului Nyírség-peremi égeresek este situat la coordonatele 47°49′04″N 22°20′13″E / 47.817778°N 22.336944°E.

## Înființare
Situl Nyírség-peremi égeresek a fost declarat sit de importanță comunitară în mai 2004 pentru a proteja 2 specii de plante și 2 specii de animale. Situl a fost protejat și ca arie specială de conservare în februarie 2010.

## Biodiversitate
Situată în ecoregiunea panonică, aria protejată conține 6 habitate naturale: Mlaștini alcaline, Păduri aluvionare cu Alnus glutinosa și Fraxinus excelsior (Alno-Padion, Alnion incanae, Salicion albae), Stepe panonice nisipoase, Pajiști cu Molinia pe soluri calcaroase, turboase sau argilos-nămoloase (Molinion caeruleae), Liziere de ierburi înalte hidrofile de câmpie și de nivel montan până la alpin, Pajiști aluvionare inundabile, de Cnidion dubii.
La baza desemnării sitului se află mai multe specii protejate:
- plante (2): Angelica palustris, Cirsium brachycephalum
- amfibieni (1): buhai de baltă cu burta roșie (Bombina bombina)
- reptile (1): țestoasa de baltă (Emys orbicularis)

Pe lângă speciile protejate, pe teritoriul sitului au mai fost identificate 5 specii de plante, 1 specie de nevertebrate, 1 specie de reptile.